# Ego Death
Ego Death è un singolo del rapper statunitense Ty Dolla Sign, pubblicato il 1º luglio 2020 come primo estratto dal terzo album in studio Featuring Ty Dolla Sign.

## Descrizione
Ego Death, che vede la partecipazione del rapper statunitense Kanye West, della cantante britannica FKA twigs e del DJ statunitense Skrillex, è un brano di musica house, che contiene alcuni campionamenti dei brani You Used to Hold Me del produttore discografico statunitense Ralphi Rosario e Free della cantante statunitense Ultra Naté.
Ad agosto 2019 Spin ha riportato che la canzone sarebbe stata estratta come singolo apripista dal terzo album in studio di Ty Dolla Sign.

## Tracce
Testi e musiche di Tyrone Griffin Jr, Josiah Wise, Kanye West, Sonny Moore, Tahliah Barnet, Lem Springsteen, Ultra Naté, Connor Bradley Smith, Craig Ritchie-Allan, Dana Owens, Jahmal Gwin, Jason Brunton, John Ciafone, Mark Howard James, Ralphi Rosario, Robert Brackins III, Stephanie Allen e Sylvester Stewart.
1. Ego Death (feat. Kanye West, FKA twigs & Skrillex) – 3:51

## Formazione
Musicisti
- Ty Dolla Sign – voce
- Kanye West – voce aggiuntiva
- FKA twigs – voce aggiuntiva
- Angela Davis – voce aggiuntiva
- Jariuce "Jehreeus" Banks – voce aggiuntiva
- Serpentwithfeet – voce aggiuntiva

Produzione
- BoogzDaBeast – produzione
- Skrillex – produzione, missaggio
- Ty Dolla Sign – produzione
- Mike Bozzi – mastering
- James Royo – registrazione
- Rafael "Fai" Bautista – registrazione

## Classifiche
| Classifica (2020) | Posizione massima |
| ----------------- | ----------------- |
| Belgio (Vallonia) | 76                |
| Canada            | 65                |
| Germania          | 92                |
| Grecia            | 93                |
| Irlanda           | 41                |
| Lituania          | 57                |
| Portogallo        | 167               |
| Regno Unito       | 34                |
| Romania           | 80                |
| Stati Uniti       | 107               |
| Svezia            | 54                |
| Svizzera          | 95                |